# Jonas Edman
Jonas Edman (n. 4 martie 1967, Linköping, Suedia) este un trăgător de tir ce a reprezentat Suedia, medaliat olimpic. A participat la o ediție a Jocurilor Olimpice (2000) în care a câștigat o medalie de aur.

## Participări
Lista de mai jos prezintă principalele competiții la care a participat Jonas Edman de-a lungul carierei.
- shooting at the 2000 Summer Olympics – men's 50 metre rifle prone[*]